# Charles Dullin
Charles Dullin, född 8 maj 1885, död 11 december 1949, var en fransk skådespelare och teaterledare.

## Biografi
Dullin blev började som skådespelare vid olika småteatrar i Paris. 1920 grundade han Théâtre de l'Atelier där han försökte förverkliga sin dröm om de "reteatraliserade" teatern genom att bygga på tekniker från improviserad teater.
Teatern ingick i den så kallade "kartellen", en intresseförening där även Louis Jouvet, Gaston Baty och Georges Pitoëff ingick. 
Dullin gjorde berömda iscensättningar av klassiker. Han hade förkärlek för färgrika, rörliga uppsättningar med mycket musik. Som medarbetare anlitade han bland annat Picasso, Honegger och Milhaud. Hans föreställningar präglades dels av en nästan karnevalsliknande feststämning, dels av samhällssatir.